# Volevo dirti (Ermal Meta)
Volevo dirti è un singolo del cantautore albanese Ermal Meta, pubblicato il 20 maggio 2016 come secondo estratto dal primo album in studio Umano.

## Formazione
Musicisti
- Ermal Meta – arrangiamento, voce, cori, programmazione, strumenti ad arco, sintetizzatore, chitarra
- Emiliano Bassi – batteria
- Matteo Bassi – basso

Produzione
- Ermal Meta – produzione, registrazione presso lo Stone Room Studio
- Giordano Colombo – registrazione presso gli Auditoria Records
- Cristian Milani – missaggio, mastering
- Valerio Soave – produzione esecutiva
- Greta Amato – assistenza alla produzione
- Paolo Pastorino – assistenza alla produzione
- Marco Montanari – assistenza alla produzione